# 感桿束

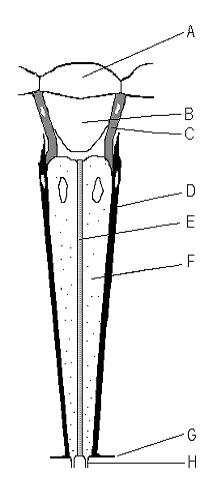
小眼的構造。E部就是感桿束。

感桿束（Rhabdome）是節肢動物複眼基本單位小眼（Ommatidium）的桿狀半透明構造，位於小眼的中心。這些感桿束由六到九個感光細胞構成，視乎物種而定。每個感光細胞也是長而薄，但完全填滿了小眼內的空間。每個感光細胞最靠近中心軸的部分與其他感光細胞融合，並共同形成感桿束。感桿束作為導光體，用於增強進入小眼的光子的檢測。
感桿束是感光的細胞器，其功能等同於脊椎動物眼睛內桿細胞和錐細胞的外圍部分。